# 0776
0776 è il prefisso telefonico del distretto di Cassino, appartenente al compartimento di Roma.
Il distretto comprende la parte orientale della provincia di Frosinone. Confina con i distretti di Avezzano (0863) e di Sulmona (0864) a nord, di Isernia (0865) e di Caserta (0823) a est, di Formia (0771) a sud e di Frosinone (0775) a ovest.

## Aree locali e comuni
Il distretto di Cassino comprende 54 comuni inclusi nelle 4 aree locali di Atina (ex settori di Alvito, Atina, Roccasecca e Vallerotonda), Cassino, Pontecorvo (ex settori di Pico, Pontecorvo e San Giorgio a Liri) e Sora (ex settori di Arce e Sora). I comuni compresi nel distretto sono: Acquafondata, Alvito, Aquino, Arce, Arpino, Atina, Ausonia, Belmonte Castello, Broccostella, Campoli Appennino, Casalattico, Casalvieri, Cassino, Castelliri, Castelnuovo Parano, Castrocielo, Cervaro, Colfelice, Colle San Magno, Coreno Ausonio, Esperia, Fontana Liri, Fontechiari, Gallinaro, Isola del Liri, Pastena, Pescosolido, Picinisco, Pico, Piedimonte San Germano, Pignataro Interamna, Pontecorvo, Posta Fibreno, Rocca d'Arce, Roccasecca, San Biagio Saracinisco, San Donato Val di Comino, San Giorgio a Liri, San Giovanni Incarico, San Vittore del Lazio, Sant'Ambrogio sul Garigliano, Sant'Andrea del Garigliano, Sant'Apollinare, Sant'Elia Fiumerapido, Santopadre, Settefrati, Sora, Terelle, Vallemaio, Vallerotonda, Vicalvi, Villa Latina, Villa Santa Lucia e Viticuso.